# Deuxième Quinzaine de juillet
Pour plus de détails, voir Fiche technique et Distribution.
Deuxième Quinzaine de juillet (aussi 2e Quinzaine de juillet) est une comédie française de Christophe Reichert, sortie en 2000.

## Synopsis
À Blois, Félix (Zinedine Soualem) subit l'autorité de sa femme Monique (Michèle Bernier). Lui est faible et maladroit, elle est complexée par ses rondeurs. Ensemble ils rêvent de faire un enfant...
Pour une fois, Felix prend une initiative : échanger leur pavillon pour les vacances contre une villa dans la Drôme entourée de pins et d'oliviers. Cependant, la maison se trouve au centre d'un camping surpeuplé d'étrangers, (belges, hollandais, danois). Les rapports de Félix et de Monique se dégradent de plus en plus, surtout lorsque celui-ci fait la connaissance de la jeune Anne-Claire (Vanessa Jarry).

## Fiche technique
- Titre : Deuxième Quinzaine de juillet
- Réalisation : Christophe Reichert
- Scénario : Philippe Blasband, Christophe Reichert
- Image :
- Musique originale :
- Production :
- Pays d'origine :  France
- Format :
- Durée : 92 minutes
- Date de sortie :
  - France : 26 juillet 2000

## Distribution
- Zinedine Soualem : Félix
- Michèle Bernier : Monique
- Vanessa Jarry : Anne-Claire
- Guillaume Gouix : Kevin
- Patrick Zimmermann : Pozzini
- Sofiane Belmouden : Fabrice
- Frederik Imbo : Wim
- Colette Maire : la tante
- Georges Neri : le médecin